# みずがめ座パイ星
みずがめ座π星（みずがめざパイせい、π Aquarii、π Aqr）は、みずがめ座にある連星である。主星はBe型星であり、カシオペヤ座γ型変光星でもある。見かけの等級は、平均すると4.66である。伴星は、主系列星とみられるが、詳しいことはわかっていない。軌道周期は84.1日である。

## 特徴
みずがめ座π星は、20世紀の初めにそのスペクトルで、水素のバルマー線が輝線としてみえることがわかり、スペクトル型がB1 Veと分類されているBe型星である。更に、バルマー輝線の輪郭は時間によって変化することがわかって注目を集め、数多くの観測が行われてきている。

### 変光
みずがめ座π星のスペクトルの時間変化は明確だったが、光度変化に関しては、1957年から1975年の間に、波長によっては0.2等級に達するほぼ単調な増光をしていることが確認されて、確定した変光星として認識されるようになった。
明るかったみずがめ座π星は、1980年代の終り頃から減光し始め、1996年から2001年までは暗い状態が続き、2001年以降再び増光した。みずがめ座π星はBe型星とみられるので、この変光は恒星を取り巻くガス円盤が現れたり消えたりすることで起こり、ガス円盤が形成されると、見かけの等級は4.4等くらいまで明るくなり、ガス円盤が散逸すると、見かけの等級は4.8等くらいに暗くなるものと考えられる。
X線天文衛星XMM-Newtonによる観測で、みずがめ座π星は、X線のスペクトルの特徴、X線フラックスが様々な時間尺度で変化するという特性がカシオペヤ座γ型変光星と一致することから、カシオペヤ座γ型変光星の一つと考えられるようになり、変光星総合カタログでもそう分類されている。

### 星系
みずがめ座π星のスペクトルでは、水素のHα線の輪郭が時間によって変化することは古くから知られていたが、トリード大学などのグループは、1996年から2001年にかけて、Hαの輝線成分と吸収線成分の視線速度の時間変化を追跡し、周期84.1日で規則的に偏移していることを発見。みずがめ座π星は連星であると結論付け、その軌道要素を制限した。その後、今度はHα中の二重輝線で、輝線強度比の時間変化が調べられ、同じ結果が得られたことから、連星であることは間違いないとみられる。
みずがめ座π星系は、軌道周期が84.1日、軌道長半径が0.96auの連星で、軌道傾斜角は65°から85°とみられる。主星はBe星で、質量は太陽の14倍、半径は太陽の13倍程度と見積もられている。伴星は、質量が太陽の2.3倍程度と見積もられ、A型からF型の主系列星ではないかと推測されているが、スペクトルからはそのような恒星に該当する吸収線が検出できていないため、詳しいことはわかっていない。

### 光度と距離の問題
ヒッパルコス衛星が観測した年周視差から求めた、みずがめ座π星の距離はおよそ780光年、その場合は絶対等級が-2.2等、光度は太陽の5千倍程度と見積もられる。しかし、この光度は、軌道運動から力学的に計算した主星の質量からすると低過ぎる。また、光度から恒星の進化理論に基づいて質量を推定すると、主星の初期質量が太陽の9.5倍となり、今度は軌道運動から求めた質量に対し小さすぎることになる。
一方、太陽の14倍という質量を基に推定した光度は、太陽の5万倍程度、絶対等級は-4.6等で、この場合距離はおよそ2400光年となり、ヒッパルコスによる推定よりはるかに遠い。

### バウショック
赤外線天文衛星WISEによる遠赤外線での撮像観測から、みずがめ座π星の東側には、南北に200秒、恒星から東に150秒程度まで広がる、弧状の赤外線放射源がみつかっている。その形状はバウショックに典型的なもので、みずがめ座π星の主星は恒星風の速度、質量放出率ともに高いので、この構造はバウショックであろうと考えられる。一方で、みずがめ座π星の固有運動の方向は、バウショックとみた場合の円錐形の頂点方向とは異なる向きであり、一般的なバウショックのあり方とは異なっている。

## 名称
アラビアでは、saʽd al-akhbiyaという月宿が、みずがめ座γ星、みずがめ座π星、みずがめ座ζ星、みずがめ座η星からなるアステリズムの辺りとされた。この名前は、「幕屋の中の幸運（の星）」というような意味だったと推測される。ウルグ・ベクの星表でも、この名前がみずがめ座γ星に付けられ、ζ星、η星、π星が併せて記されている。グローティウスは、このアステリズムの中でもπ星を“Seat”という名前で呼んでいたとされる。また、計時者ムハンマド・アル・アフサースィーは、著書の星表において、みずがめ座π星のことをWasat al Achbiya（ラテン語: Media Tabernaculorum）と記している。
中国では、みずがめ座π星は、墳墓（拼音: Fén Mù）という星官を、みずがめ座γ星、みずがめ座ζ星、みずがめ座η星と共に形成する。みずがめ座π星自身は、墳墓四（拼音: Fén Mù sì）つまり墳墓の4番星と呼ばれる。